# Massacres d'Aklaz et Awkassa
Les massacres d'Aklaz et Awkassa ont lieu les 26 et 27 avril 2018, pendant la guerre du Mali. Ils sont commis dans deux campements près d'Andéramboukane, au sud de la région de Ménaka, contre des civils touaregs de la tribu des Daoussahak, et auraient fait 47 morts. On attribue ces exactions à l'État islamique dans le Grand Sahara.

## Prélude
Au début de l'année 2018, des violents combats ont lieu dans la région de Ménaka, près de la frontière avec le Niger. Cette région est alors la principale zone d'action de l'État islamique dans le Grand Sahara, dirigé par Adnane Abou Walid al-Sahraoui. À cette période, l'armée française, l'armée malienne et deux groupes armés locaux, le Mouvement pour le salut de l'Azawad (MSA) et le Groupe autodéfense touareg Imghad et alliés (GATIA), commencent à coopérer et à mener des opérations communes contre les djihadistes. En février, le massacre de quatre civils à Inwelane, dans la commune de Talataye, entraîne en représailles une offensive du MSA et du GATIA,,. Le 15 mars, l'armée française affirme que 60 djihadistes ont été tués ou faits prisonniers en un mois. L'affrontement le plus important a lieu le 1er avril, lors du combat d'Akabar, où une trentaine de djihadistes sont tués,. Les opérations contre les djihadistes se doublent cependant d'un conflit communautaire, le MSA et le GATIA étant principalement composés de Touaregs, tandis que les combattants de l'État islamique dans le Grand Sahara sont en majorité des Peuls. Le 12 avril 2018, la MINUSMA accuse les mouvements armés d'avoir exécuté sommairement 95 personnes dans la région de Ménaka et de s'être rendus coupables de pillages et de déplacements forcés de populations,,,. Le 18 avril, 16 nomades touaregs sont massacrés par des Peuls dans le village de Tchigin Bawel. Mi-avril, le commandant en chef de la force Barkhane, le général Bruno Guibert, déclare cependant que les violences et les attaques ont fortement diminué dans la région de Ménaka.

## Déroulement
La première attaque est commise le 26 avril à Aklaz — ou Akliz — au sud-est d'Andéramboukane et la seconde le 27 avril à Awkassa — ou Wakassa — au nord-est d'Infoukaretane,.
Le premier jour, des hommes armés arrivent avec 16 motos dans le campement d'Aklaz et ouvrent le feu sur les civils, sans épargner les vieillards, les femmes et les enfants,. Le lendemain matin, un patrouille du MSA se lance à la poursuite des assaillants : le groupe déclare avoir abattu quatre « malfrats » et saisi « des armes et des engins roulants », contre un mort et un blessé dans ses rangs.
Mais dans la journée du 27 avril, une deuxième attaque est menée contre un autre campement, à Awakassa.

## Bilan humain
Le gouverneur de Ménaka, Daouda Maïga, déclare que les tueries ont fait 6 à 9 morts à Aklaz et 31 morts à Awkassa selon des sources convergentes. Il confirme que des vieillards, des femmes et des enfants figurent parmi les morts, mais indique que la majorité des victimes sont des jeunes hommes, pour beaucoup membres du MSA.
Un responsable tribal nommé Sidigui, chef du bureau d'orientation de la communauté Daoussahak déclare pour sa part que 43 personnes, tous civils, ont été tuées lors de ces deux massacres,. Le MSA annonce également douze morts à Aklaz le 27 avril puis donne un bilan total de 43 morts après la deuxième tuerie,. L'AFP évoque aussi au moins douze morts à Aklaz selon des sources concordantes.
Le soir du 30 avril, la MINUSMA déclare que les bilan des deux attaques est de 47 tués et deux blessés. Le lendemain, les communiqués de la force française Barkhane, du GATIA et du MSA donnent le même bilan que la MINUSMA,.

## Réactions
Les massacres d'Aklaz et d'Awkassa sont condamnés par la MINUSMA dans un communiqué publié le soir du 30 avril. Mahamat Saleh Annadif, le chef de la MINUSMA, déclare que « les attaques délibérées contre des civils qui ne prennent pas directement part aux hostilités peuvent être considérés comme crimes de guerre ». Le 1er mai, la force française Barkhane condamne également les « actes terroristes » commis « à l'encontre de familles civiles ».

## Responsables
L'attaque n'est pas revendiquée, mais les djihadistes de l'État islamique dans le Grand Sahara sont suspectés d'en être les auteurs,, notamment par la force française Barkhane. Les victimes sont en effet toutes des Touaregs de la tribu des Daoussahak,, et les assaillants sont identifiés comme étant des Peuls.
Le gouverneur de Ménaka estime qu'« il y a de fortes chances que ce soient des représailles par rapport aux dernières interventions du MSA et du Gatia sur les éléments de Abou Walid al-Sahraoui, donc de l’État islamique, qui sont au sud-ouest de la région de Ménaka. Nous pensons que c’était probablement une action de représailles, mais aussi pour terrifier les populations, afin de dire "voici ce que nous pouvons faire". En deux attaques, on parle d’une quarantaine de tués, ce qui est énorme ». Il redoute également que ces massacres ne favorisent « l'éclatement d’un conflit intercommunautaire, en stigmatisant justement deux communautés, celles des Peuls et des Daoussaks »,.
Dans son communiqué, le MSA « lance un appel pressant aux gouvernements du Mali, du Niger afin qu'une initiative sérieuse soit engagée, en vue de mettre immédiatement fin aux crimes abominables qui sont commis » et déclare qu'il « ne cédera à aucune intimidation ».

## Suites
Le 1er mai, deux autres massacres sont commis près de Ménaka dans les villages de Tindinbawén et Taylalene selon les GATIA et le MSA, qui affirment que 17 civils ont été tués et que certaines personnes sont mortes brûlées vives dans leurs maisons,. De leur côté, les communautés peules, et particulièrement celles de la région de Tillabéri, au Niger, dénoncent des amalgames et des règlements de comptes et accusent également le GATIA et le MSA d'attaques ayant causé la mort de dizaines de civils entre fin mars et fin avril.
Oumar Ba-Konaré, un Peul, président de Kisal, un observatoire des droits humains, déclare à RFI : « Il y a eu des morts civils des deux côtés. Ca c'est indéniable. Il y a des tombes, il y a aussi des images, des témoignages de réfugiés, côté peuls nigériens. Côté Daoussahak, malien également, on a des images des morts, des témoignages accablants, sur ce que les victimes ont vécu. Et là, depuis une semaine, on se rend compte que les menaces nombreuses qui ont été proférées à l'endroit des communautés daoussahak semblent malheureusement être en train de se réaliser. Après, il est difficile de savoir si les responsabilités se situent au niveau des groupes armés de la communauté peule qui aurait décidé de se venger ou si c'est l'Etat islamique qui est en train d'attaquer les communautés touaregs, daoussahak ou côté malien »,,.
Le MSA dément pour sa part toute incursion en territoire nigérien. Le 5 mai 2018, les Touaregs du MSA et du GATIA et les Peuls de Ganda Izo signent un protocole d'accord visant à coopérer entre eux pour affronter les djihadistes et protéger les populations civiles,. Cependant Ganda Izo dément ensuite cette annonce et affirme que le signataire Mohamed Attaib Sidibé ne fait plus partie du groupe depuis 2014.
Les attaques se poursuivent : le soir du 18 mai, 17 civils peuls sont encore tués, dont onze dans une mosquée, lors d'une attaque dans le hameau d'Aghay, dans la région de Tillabéri au Niger,.